# 罗秋韵
罗秋韵（1997年11月9日—），四川重庆人，中国女演员，畢業於中央戏剧学院。並在艺考时得到了上海戲劇學院表演系第一、中央戲劇學院第三的好成績。就學期間出演過許多話劇，隨後以電視劇《凤弈》正式進入演藝圈。代表作有《千古玦尘》、《谍战深海之惊蛰》及《照亮你》。

## 演艺经历
2019年5月28日，参演的电视剧《凤弈》在腾讯视频播出，在剧中饰演班铃儿。10月22日，主演的电视剧《谍战深海之惊蛰》在湖南卫视播出，在剧中饰演陈夏。
2020年6月29日，主演的电视剧《不说谎恋人》定档在腾讯视频播出，在剧中饰演贺聿雯。11月23日，参演的电视剧《今夕何夕》定档在腾讯视频播出，在剧中饰演子鸢/明珠。
2021年6月17日，参演的电视剧《千古玦尘》定档在腾讯视频播出，在剧中饰演月弥。
2022年2月2日，参演的电视剧《你好神枪手》定档在腾讯视频播出，在剧中饰演石小辞。
2023年3月21日，主演的电视剧《春闺梦里人》定档在腾讯视频播出，在剧中饰演水娘子。6月2日，主演的电视剧《照亮你》定档在腾讯视频播出，在剧中饰演臧秋。

## 影视作品

### 电视剧
| 首播年份 | 剧名           | 角色       | 备注     |
| 2019     | 凤弈           | 班铃儿     |          |
| 2019     | 谍战深海之惊蛰 | 陈夏       |          |
| 2020     | 不说谎恋人     | 贺聿雯     | 网络剧   |
| 2020     | 今夕何夕       | 子鸢、明珠 |          |
| 2021     | 千古玦尘       | 月弥       | 网络剧   |
| 2022     | 你好，神枪手   | 石小辞     |          |
| 2023     | 春闺梦里人     | 水娘子     |          |
| 2023     | 照亮你         | 臧秋       |          |
| 2024     | 孤战迷城       | 苗江       |          |
| 2024     | 舍不得星星     | 盛倪娜     |          |
| 2025     | 滤镜           | 苏渺       | 网络剧   |
| 2025     | 華山論劍       | 耽敏       | 网络剧   |
| 待播     | 隐擎           | 夏柔       | 网络剧   |
| 待播     | 幻颜           | 阿岚/徐婧  | 网络短剧 |
| 待播     | 有戏           | 何妍       |          |

### 电影
| 年份 | 剧名       | 角色 | 备注 |
| 2024 | 她的小梨渦 |      |      |

### 话剧
| 演出时间   | 名称         | 角色                       |
| 2018年11月 | 莫里哀即兴   | 马德莲娜、卡托斯、玛丽雅娜 |
| 2017年11月 | 维洛那二绅士 | 裘丽亚                     |
| 2017年1月  | 原野         | 金子                       |